# Козлов Микола Володимирович
Мико́ла Володи́мирович Козло́в (24 липня 1953, м. Кізел, Пермська область, РСФСР — 23 травня 2014, с. Карлівка, Мар'їнський район, Донецька область, Україна) — майор у відставці, український військовик, учасник російсько-української війни.

## Життєвий шлях
З 1980 року родина проживала в селищі Білозерське Донецької області. Працював шахтарем на шахті, де робив і його батько. Чемпіон Донецької області серед юніорів з боксу. Призваний на строкову службу, після демобілізації вступив до Московського вищого прикордонного командного училища. Служив у прикордонних військах, у Грузинській РСР, начальник прикордонної застави, Ахалцихський загін, здійснив кілька затримань, аж до 1990-х — південноосетинської війни 1991—1992. Після звільнення з військової служби проживав з родиною у Запорізькій області, де з 1960-х років мешкали його батьки.

## Війна
Коли на Майдані почали розстрілювати людей, Микола Володимирович не повірив та вирушив до Києва особисто в усьому пересвідчитися. 20 лютого був на Майдані, виносив поранених, доносив покришки. Побачене стало для нього одкровенням:

| Несуть хлопчину з двома кулями в грудях на щиті - він такий дрібненький, що весь поміщався на дерев'яному щиті, котрим прикривався. З нього кров цебенить, а він співає гімн України. |
Для росіянина, колишнього радянського офіцера Миколи Козлова анексія Росії в Криму стала справжнім шоком. Доброволець, якого у військкоматі — не взяли, пішов у добровольчий батальйон, де виконував обов'язки начальника штабу батальйону територіальної оборони Донецької області «Донбас» (на той час батальйон не входив до складу ЗСУ чи Нацгвардії). Псевдо «Матвій» — взяв на честь свого діда по матері Матвія Шатрова, котрий загинув у боях за Ленінград у часи Другої світової війни.
На передовій — з 8 травня 2014 року. У складі взводу з 25 бійців, вранці 23 травня 2014 року, пересуваючись колоною з легкових автомобілів та мікроавтобусів, зі стрілецьким озброєнням біля с. Карлівка Марьїнского району Донецької області, потрапили в засідку терористів батальйону «Восток» чисельністю 100 осіб і прийняли бій. Терористи з колишніх кримських «беркутівців» та чеченців, на трьох БТР, були озброєні великокаліберними кулеметами та гранатометами. У ході бою терористам постійно прибувало підкріплення з м. Донецька та їхня кількість сягнула до 300 осіб. Згідно з повідомленнями Семена Семенченка, батальйон «Донбас» втратив 5 чоловік загиблими та 6 — пораненими. Терористи — 11 загиблими, 6 — пораненими.
Бувши важкопораненим, практично знерухомленим — 5 кульових та 1 осколкове поранення (серед них у шию та хребет, прострелені обидві ноги), майор Козлов прикривав відхід товаришів, загинув у бою з терористами, перед смертю встиг зателефонувати до дружини та оповів: «Прощай». Тоді ж загинули Олег Ковалишин («Рейдер»), Василь Архіпов («Дід»), Олексій Мірошниченко («Федір») та Денис Рябенко («Рябий»), ще п'ятеро бійців зазнали поранень.
Без Миколи Володимировича залишилися дружина, донька Олена, два сини — Михайло та Павло. Павло Миколайович Козлов — молодший сержант, військовослужбовець 25 ОПДБр, зазнав поранення під час одного з боїв, батько ще за життя застав нагородження сина орденом «За мужність».
Похований в с. Вищетарасівка, Томаківський район Дніпропетровської області.

## Нагороди
- Орден «Народний Герой України» (2017, посмертно)[2].
- Орден «За мужність» III ступеня (2021, посмертно)[3].